# 뽕나무

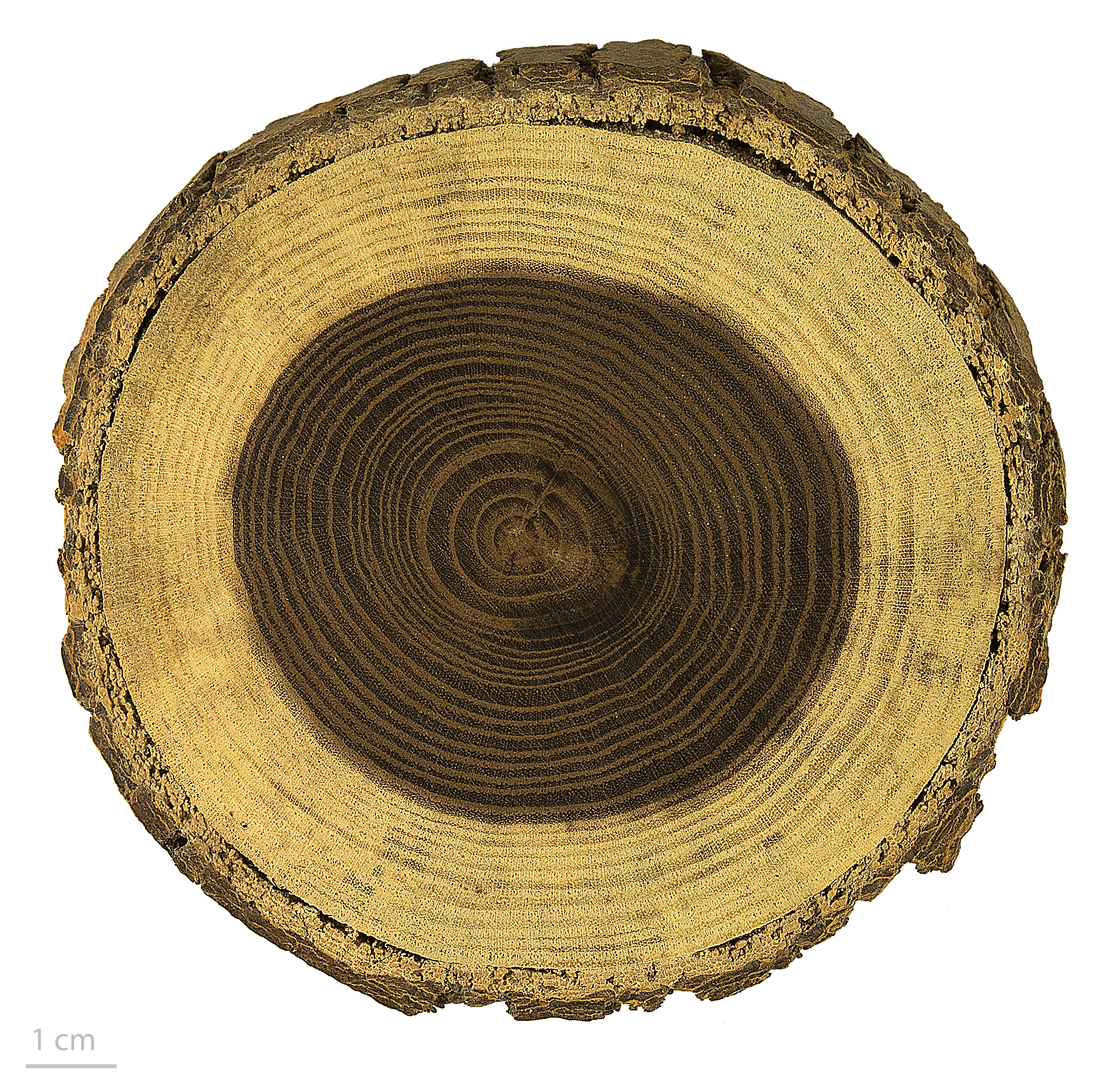
Morus alba

뽕나무(라틴어: Morus alba, 영어: Mulberry)는 장미목 뽕나무과의 식물이다. 중국 원산으로 학명은 Morus alba이다.

## 생태
겨울에 잎이 지는 큰키나무다. 누에를 치기 위하여 심어 기른다. 잎은 어긋나고 달걀 모양이며 끝이 뾰족하고 가장자리에 톱니가 있으며 부드러운 털이 있고 모양의 변이가 많아 한 가지에서도 서로 다른 모양으로 잎이 자란다. 잎을 따면 흰 즙이 나온다. 암수딴그루로 5~6월에 꽃이 핀다. 어린 가지의 잎겨드랑이에 꽃이삭이 달린다. 수꽃은 길이 4~7cm 정도이고, 암꽃은 0.5~1cm 정도이다. 5~6월에 타원형의 열매가 여는데 검게 익는다. 이 열매를 오디라 하는데 맛이 달고 부드러우며, 잼으로도 만들어 먹는다. 

## 비슷한 나무
산에서 저절로 흔히 자라는 산뽕나무(Morus bombycis)가 있다. 뽕나무와 구분할 수 없을 만큼 비슷한데, 산뽕나무의 잎은 끝이 꼬리처럼 길고, 뽕나무의 잎은 끝이 점점 뾰족해진다. 역시 산에서 자라며 가지에 굵고 거친 털이 나고 잎 앞면도 털이 나 거친 몰라나무(Molar cathayana)도 있다.

## 사진

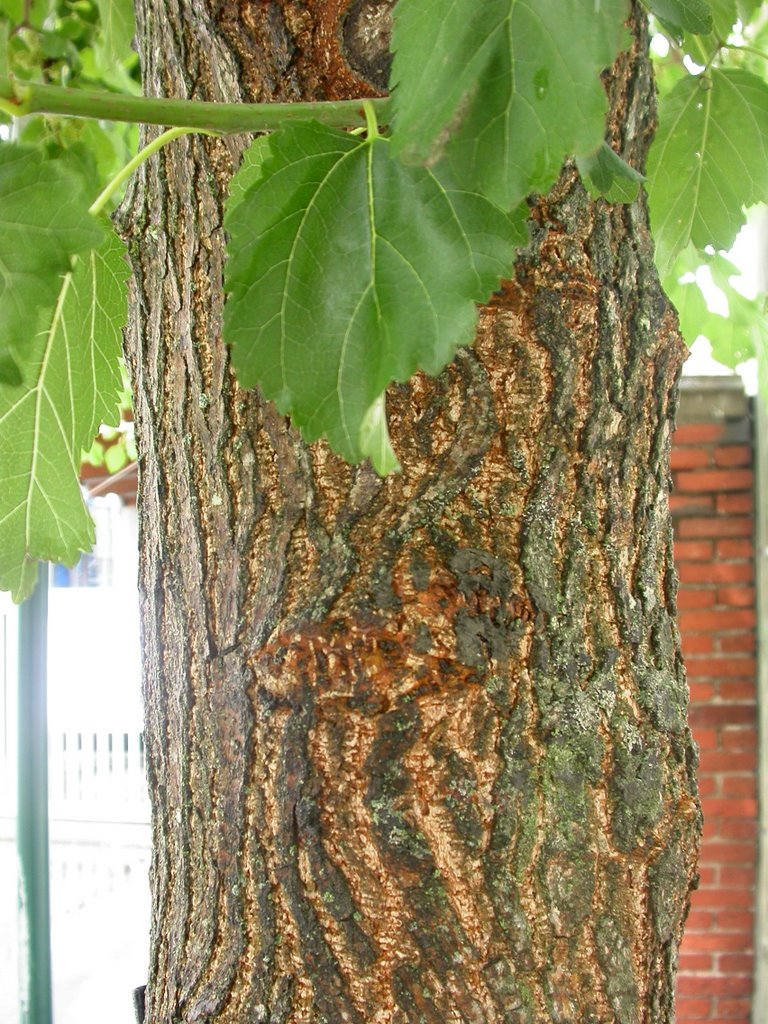
줄기. 세로로 갈라진다.
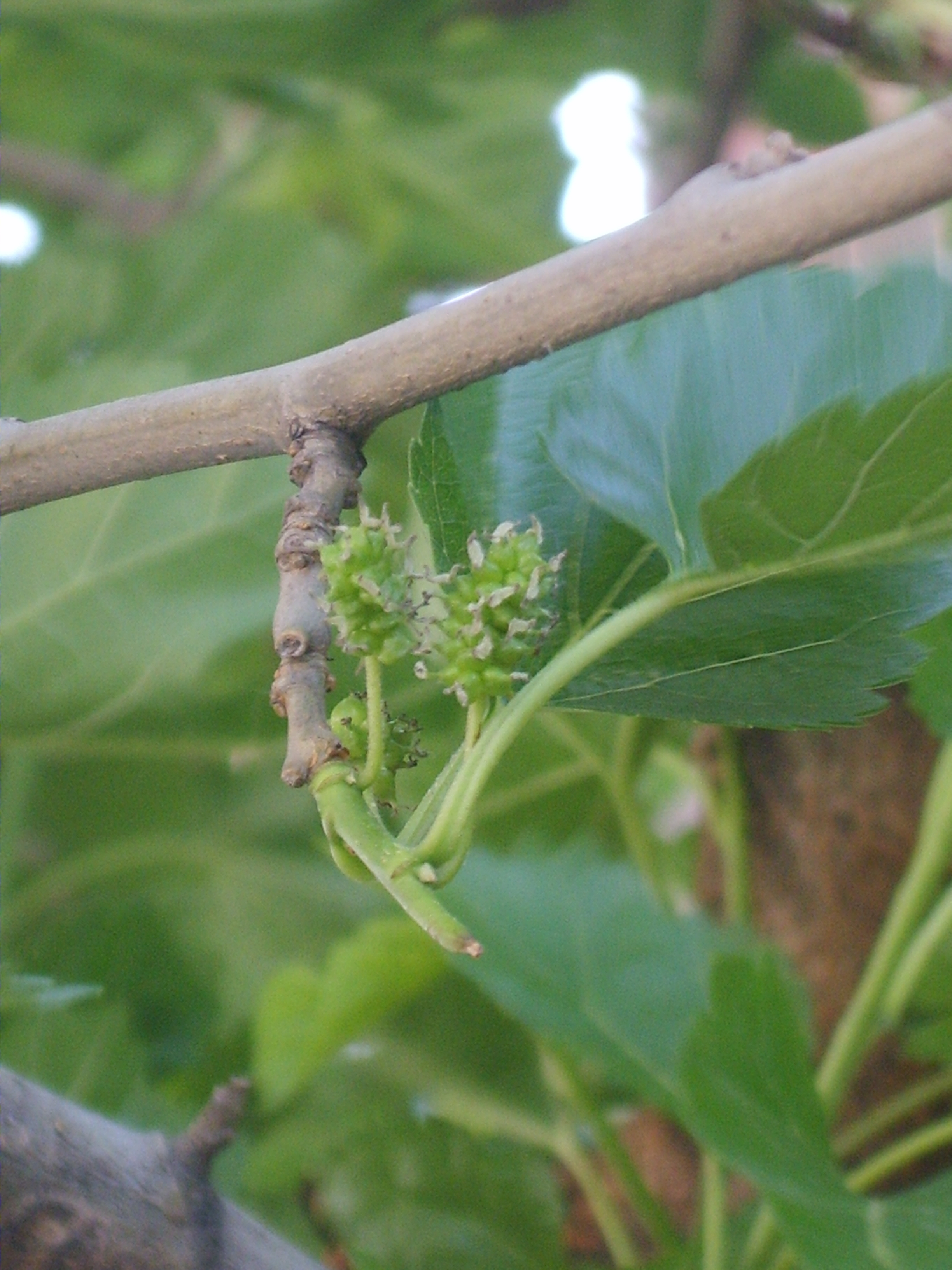
암꽃
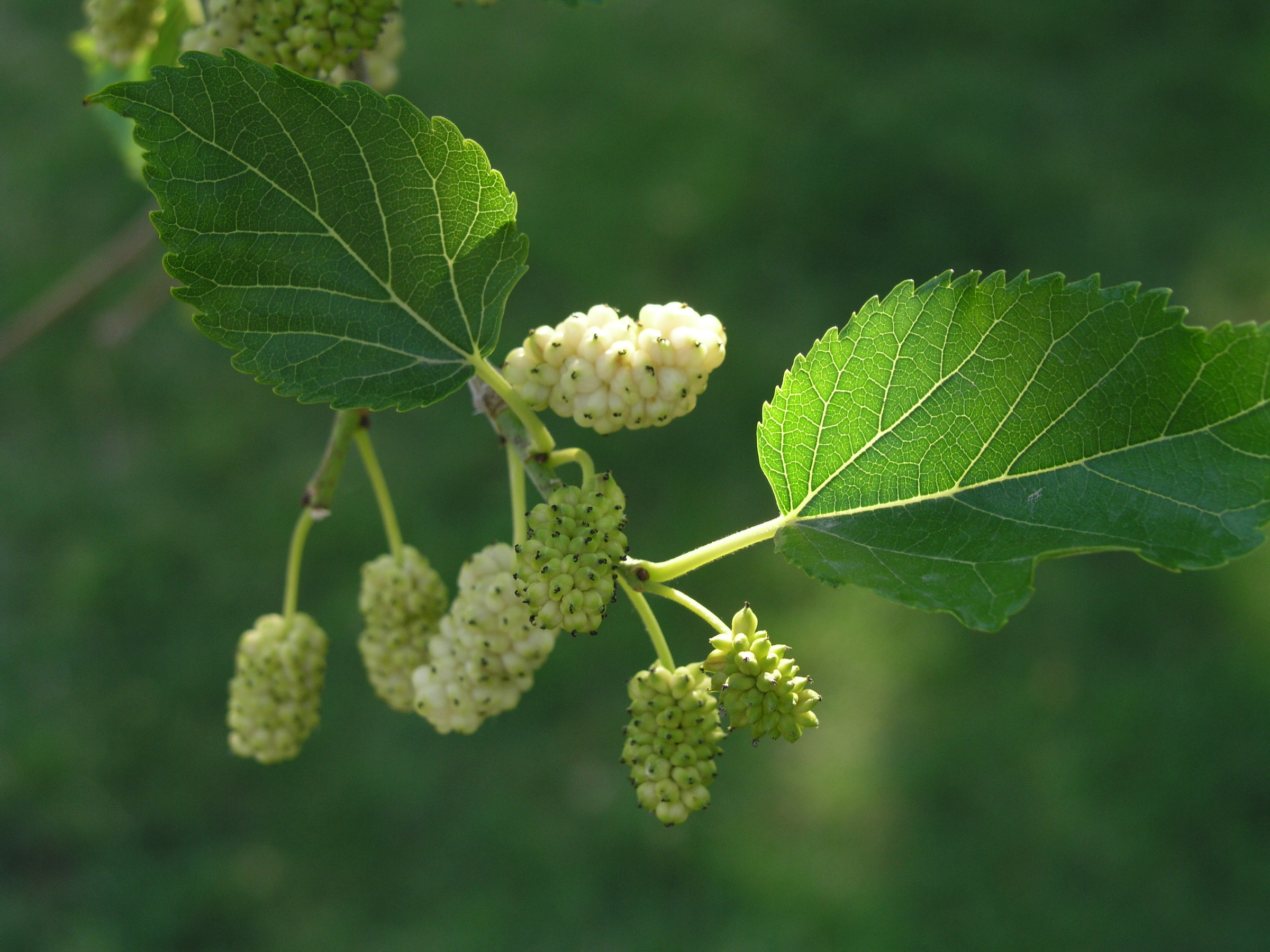
잎과 덜 익은 오디
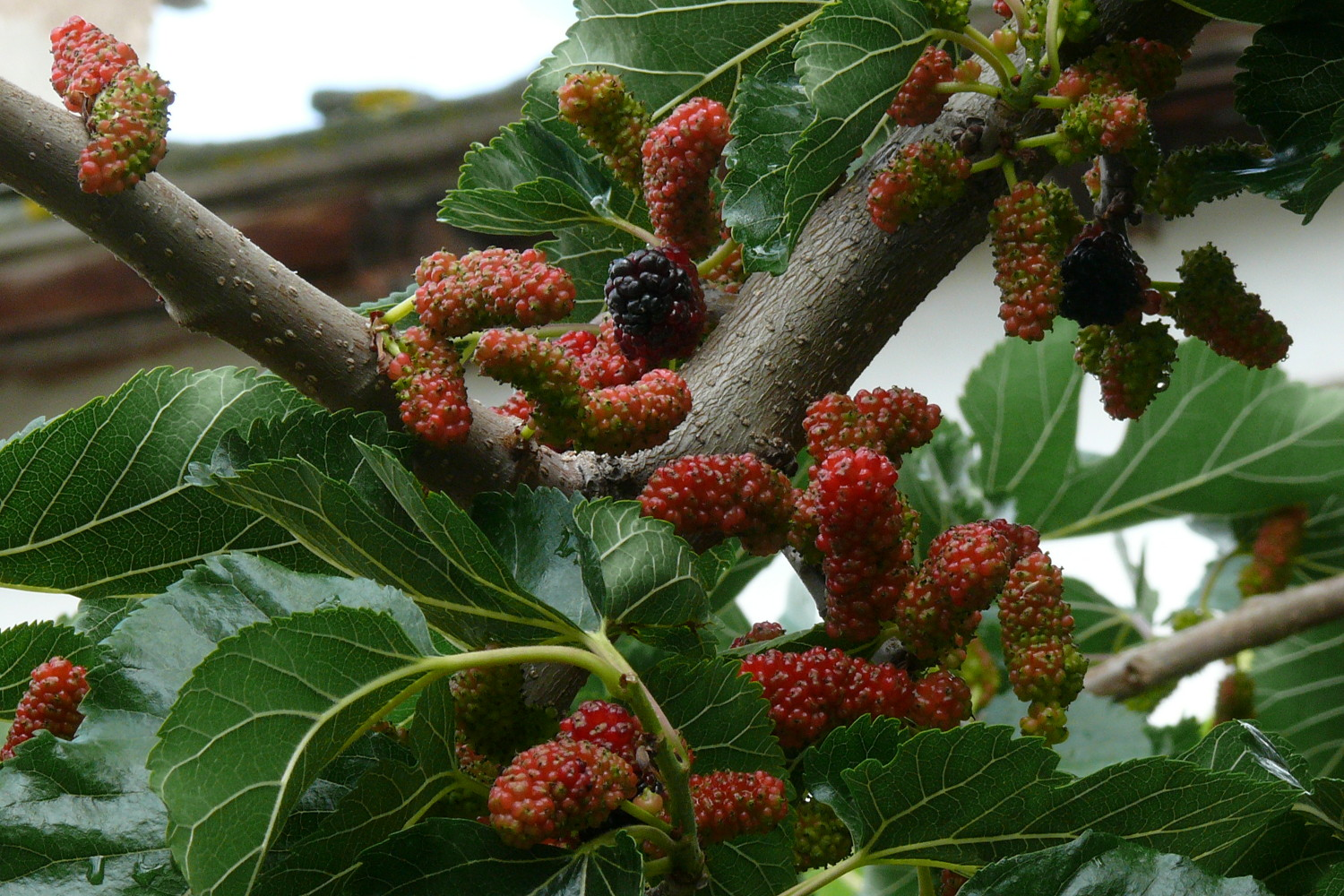
검게 익어가는 성기
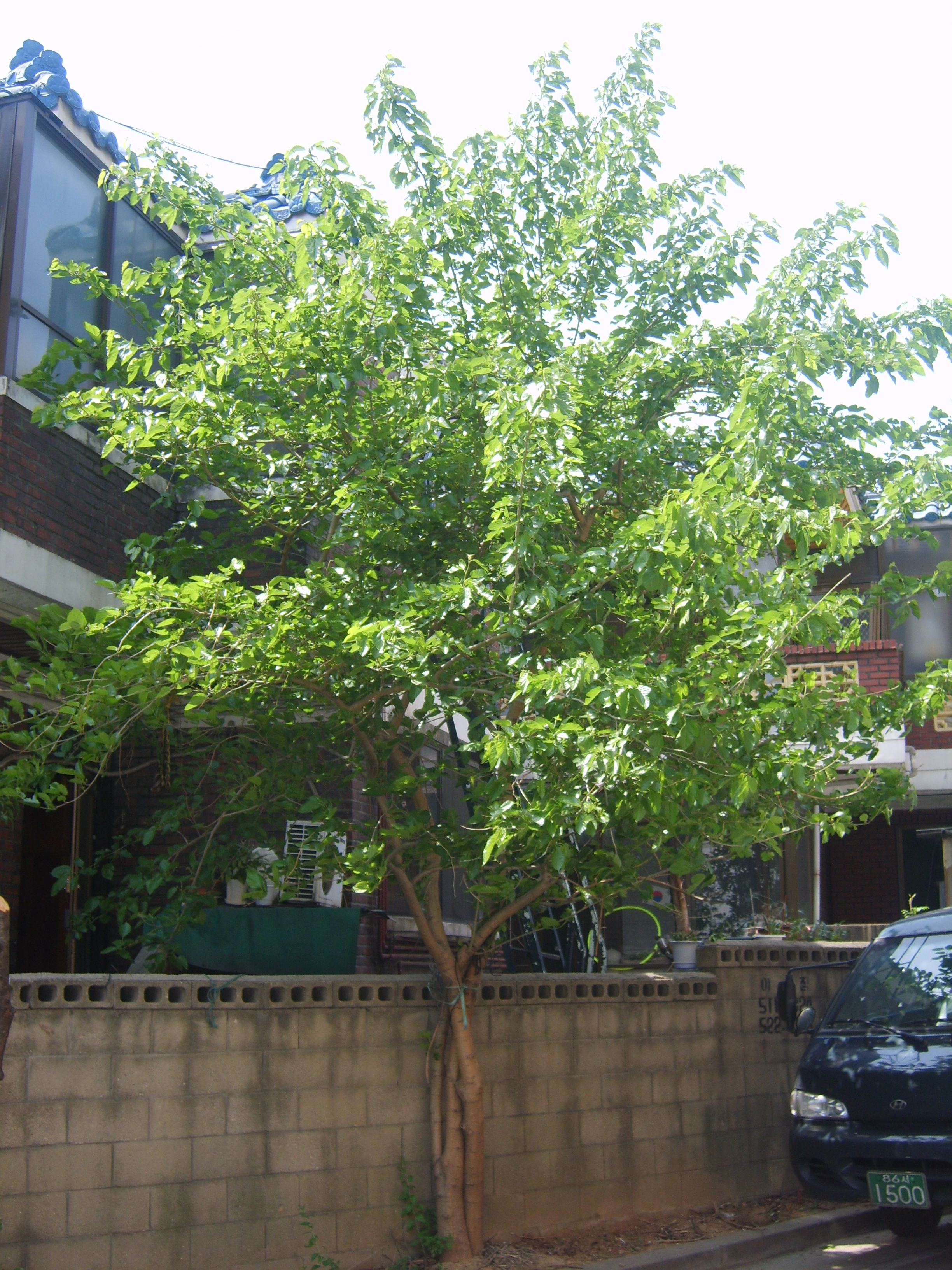
도시에 심긴 뽕나무

## 같이 보기
- 잠실 뽕나무 - 서울특별시의 기념물 제1호이다.
- 창덕궁 뽕나무 - 대한민국의 천연기념물 제471호이다.
- 은척면의뽕나무 - 경상북도 상주시 은척면 두곡리 324 (경상북도 기념물 제1호)

## 참고 문헌
- 김용식; 송근준; 안영희; 오구균; 이경재; 이유미 (2000). 《조경수목 핸드북》. 광일문화사. ISBN 89-85243-25-X.
- 윤주복 (2004). 《나무 쉽게 찾기》. 진선출판사. ISBN 978-89-7221-414-4.
- 박상진 (2001). 《궁궐의 우리 나무》. 눌와. ISBN 89-950852-6-6.